# Ahmunviridae
Ahmunviridae ist eine vom International Committee on Taxonomy of Viruses (ICTV) im März 2023 neu eingerichtete Familie von Archaeenviren. Sie ist monotypisch in der gleichzeitig neu errichteten Ordnung Maximonvirales (Klasse Tokiviricetes).
Mit Stand Mai/Juni 2024 umfasst die Familie Ahmunviridae ebenfalls monotypisch nur die einzige Gattung Yumkaaxvirus.
Die Maximonvirales- bzw. Ahmunviridae-Mitglieder wurden per Metagenomik identifiziert (Stand März 2023).
Ihre mutmaßlichen Wirte gehören zur Ordnung Methanophagales innerhalb der Euryarchaeota; dies klassifiziert sie nicht-taxonomisch als Archaeenviren.

## Beschreibung

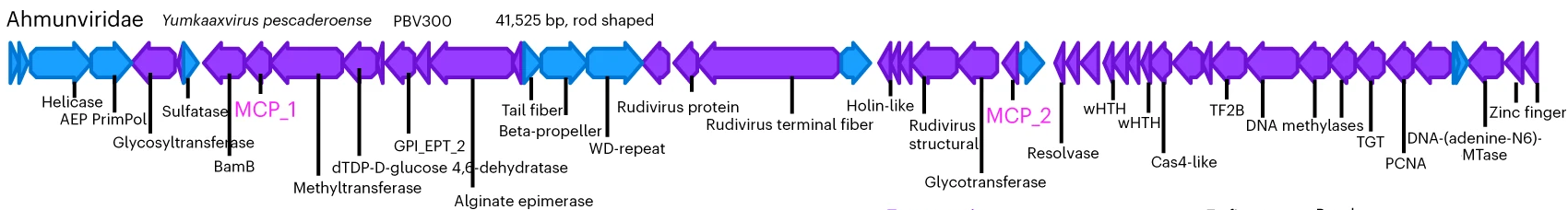
Karte des vollständigen linearen Genoms von Yumkaaxvirus pescaderoense PBV300 aus der Familie Ahmunviridae mit Stäbchen-Morphologie.

Die Familie Ahmunviridae wurde vermöge einer Clusteranalyse als „Viruscluster 4“ (VC_4) identifiziert. Per Vorhersage sind diese Viren stäbchenförmig (helikal); infizieren Euryarchaeota der Ordnung Methanophagales (ANME-1) aus Tiefseebecken im Golf von Kalifornien.
Innerhalb der Familie bzw. dieses Clusters gab es nur ein einziges Mitglied, für das durch eine vollständige Genomsequenz verfügbar war: Dieses Virus PBV300 hat ein lineares dsDNA-Genom mit einer Länge von 41.525 bp (99 bp terminale Inverted Repeats). Es kodiert für zwei verschiedene Hauptkapsidproteine (MCPs), diese sind homolog zu denen anderer Viren aus dem Realm Adnaviria. Mehrere andere durch das Genom kodierte Proteine haben Homologe bei Mitgliedern der Familie Rudiviridae (Ordnung Ligamenvirales der Klasse Tokiviricetes), darunter das für die Rezeptorbindung zuständige endständige Faserprotein (tail fiber protein).
Aufgrund der ansonsten beträchtlichen genetischen Unterschiede kam jedoch eine Zuordnung zu bestehenden Tokiviricetes-Ordnungen (wie Primavirales, aber auch Ligamenvirales) nicht in Frage.
Daher wurde für das Cluster VC_4 die neue Familie Ahmunviridae innerhalb der neuen Tokiviricetes-Ordnung Maximonvirales geschaffen, und für das Virus PBV300 die neue Spezies Yumkaaxvirus pescaderoense.

## Systematik
Die Systematik der Maximonvirales ist gemäß International Committee on Taxonomy of Viruses (ICTV) mit Stand Anfang März 2025:

Ordnung Maximonvirales
- Familie Ahmunviridae
  - Gattung Yumkaaxvirus
    - Spezies Yumkaaxvirus pescaderoense, mit
      - Methanophagales-Virus PBV300

## Etymologie
Der Name der Ordnung Maximonvirales nach Maximon benannt – in der Maya-Mythologie der Gott der Reisenden, Händler, Medizinmänner und -frauen, des Unheils und der Fruchtbarkeit. Die Endung ‚-virales‘ kennzeichnet eine Virusordnung.
- Der Name der Familie Ahmunviridae kommt von Ah Mun, der Gott des Ackerbaus in der Maya-Mythologie; die Endung ‚-viridae‘ kennzeichnet Virusfamilien.[3]
  - Der Gattungsname Yumkaaxvirus verweist auf Yum Kaax,[8][9][10][11] den Maya-Gott des Waldes, der wilden Natur und der Jagd.[3]
    - Das Art-Epitheton pescaderoense ist neulateinisch mit der Bedeutung ‚vom Pescadero[-Becken]‘, bzw. ‚zum Pescadero[-Becken] gehörig‘.[4]